# توماس ويليام درم
توماس ويليام درم (بالإنجليزية: Thomas William Drumm)‏ هو قسيس أمريكي، ولد في 12 يوليو 1871 في مقاطعة وستميث في جمهورية أيرلندا، وتوفي في 24 أكتوبر 1933 في دي موين في الولايات المتحدة.